# Riki Chōshū
Mitsuo Yoshida (吉田 光雄, Yoshida Mitsuo) (né Kwak Gwang-ung (en coréen : 곽광웅) le 3 décembre 1951 à Tokuyama) est un lutteur, catcheur (lutteur professionnel) et promoteur de catch japonais d'origine zainichi, mieux connu sous son nom de ring de Riki Chōshū (長州 力, Chōshū Riki).
Il représente la Corée du Sud en lutte libre aux Jeux olympiques d'été de 1972 en lutte libre dans la catégorie des moins de 90 kg (198 lb).

## Carrière de lutteur
Kwak Gwang-ung étudie au Japon à l'Université Senshu (en) où il fait de la lutte. Il représente la Corée du Sud aux Jeux olympiques d'été de 1972 en lutte libre dans la catégorie des moins de 90 kg (198 lb). Il ne remporte qu'un seul de ses trois combats face au roumain Ion Marton. Il obtient un diplôme universitaire en 1973.

## Récompenses des magazines
- Pro Wrestling Illustrated

| Année | 1991 | 1992 | 1993 | 1994 | 1995 | 1996 | 1997 | 1998       | 1999       | 2000       | 2001       | 2002       | 2003 | 2004 | 2005       | 2006 | 2007       | 2008       | 2009 |
| ----- | ---- | ---- | ---- | ---- | ---- | ---- | ---- | ---------- | ---------- | ---------- | ---------- | ---------- | ---- | ---- | ---------- | ---- | ---------- | ---------- | ---- |
| Rang  | 91   | 62   | 55   | 85   | 184  | 89   | 58   | Non classé | Non classé | Non classé | Non classé | Non classé | 127  | 258  | Non classé | 426  | Non classé | Non classé | 262  |

- Tokyo Sports
  - Prix du Fighting Spirit en 1979, 1986, 1988 et 1989[5]

- Wrestling Observer Newsletter
  - Prix Lou Thesz / Ric Flair du catcheur de l'année (1987)[5]
  - Meilleur Booker de l'année 1992[5]
  - Meilleur promoteur de l'année 1995, 1996 et 1997[5]
  - Membre du Wrestling Observer Hall of Fame (promotion 1996)[5]